# J·R·理查德
詹姆斯·羅德尼·理查德（英語：James Rodney Richard，1950年5月7日—2021年8月4日），在球壇常稱。是一名前美國職棒大聯盟的投手，以右手投球。在1970年代效力於休士頓太空人隊。快速球達到100英里，滑球達到98英里，堪稱人類史上最快的滑球。在1970年代末期，連續2季投出300次以上的三振。1980年太空人遇上不幸，當時的國聯賽揚獎熱門人選J.R. Richard是其中一個最強的投球手，擁有10-4的紀錄，1.73防禦率，但他1980年7月30日的比賽前中風，他中風之前幾天曾說過手臂，肩膊和背脊有痛楚，亦在7月14日的比賽中視力減弱，不能看清楚捕手的手勢，J.R. Richard差點失去生命，雖然他成功生還，但再也不能在大聯盟中投球，因而在巔峰時期被迫離開大聯盟，後為牧師。於2021年8月4日辭世，享壽71歲。

## 外部連結
- 球員資訊和成績在MLB ，Retrosheet ，Baseball Reference ，Baseball Reference (Minors) ，Fangraphs ，The Baseball Cube （英文）
- Retrosheet: J. R. Richard （页面存档备份，存于）
- BaseballLibrary
- The Sporting News – The tragedy of J.R. Richard: A story seldom told
- AstrosDaily.com （页面存档备份，存于）
- CBN.com – J.R. Richard: When the Bottom Falls Out （页面存档备份，存于）
- Astros are forgetting one of their legends （页面存档备份，存于）